# Eudonia cyptastis
Eudonia cyptastis là một loài bướm đêm trong họ Crambidae.